# Cosmoscarta innota
Cosmoscarta innota är en insektsart som beskrevs av Schmidt 1910. Cosmoscarta innota ingår i släktet Cosmoscarta och familjen spottstritar. Inga underarter finns listade i Catalogue of Life.